# Juan VIII
Juan VIII (Roma, ca. 820-15 de diciembre de 882). Papa 107.º de la Iglesia católica de 872 a 882.

## Biografía

### Elección
Era archidiácono de Roma y fue elegido para el papado pocos días después de la muerte de Adriano, en diciembre de 872. 
Aunque ya tenía más de cincuenta años en el momento de su nombramiento, fue un pontífice enérgico, a la manera de Nicolás I. 
Su elección encontró la oposición de Formoso, quien también sería papa.

### Papado
En 875 coronó al emperador Carlos el Calvo, al cual después recurrió varias veces pidiéndole auxilio contra los sarracenos, que con sus correrías llegaban hasta las puertas de Roma. Habiendo Carlomán, hijo del Emperador, estorbado las operaciones de su padre en Italia, el papa se retiró en diligencia a Roma, y viéndose destituido de fuerzas para rechazar a los infieles, hubo de capitular, haciéndose su tributario en 25.000 marcos de plata anuales. Juan, quejoso de los estragos que hacía en Italia y en Roma el duque de Spoleto, hizo un viaje a Francia, y en Arlés coronó a Luis el Balbuciente. 
Llamado el rector de Europa, supo evitar un cisma con la iglesia de Oriente: cuando Focio, patriarca de Constantinopla, volvió a aceptar el dogma católico, en 877, Juan VIII se conformó con recibir de él una declaración de arrepentimiento y Focio siguió siendo patriarca. En 879 Juan, a solicitud del emperador de Constantinopla Basilio I, reconoció a Focio como Patriarca legítimo, después de haberse reinstaurado en la silla patriarcal, declarándole obispo, hermano y colega. 
Juan VIII aceptó también la llamada cláusula Filioque sobre la controvertida redacción de la versión latina del Credo niceno y restableció la autorización dada por Adriano II para celebrar la liturgia en lengua eslava. También proporcionó a los misioneros Cirilo y Metodio un certificado de ortodoxia.
En el ámbito occidental, se defendió de la aristocracia romana consagrando al emperador Carlos el Calvo el 25 de diciembre de 875. Sin embargo, a la muerte de Luis el Germánico, Carlos se encontró en dificultades. Llamado por el papa, que estaba amenazado en Italia, Carlos murió en 877 cuando pasaba los Alpes.
En la primavera de 878, sintiéndose en peligro, Juan VIII huyó de Italia y fue acogido en Arlés por Bosón de Provenza y el obispo Rostang, antes de asistir al Concilio de Troyes, donde propuso como rey de Italia a Luis II de Francia, que lo rechazó, y después al propio Bosón, que fracasó en su intento.
Algunos años después, en 881, siguiendo la misma táctica, Juan VIII hizo coronar emperador a Carlos III el Gordo. Sin embargo, esta política volvió a fracasar: Carlos se vio obligado a abdicar en 888.
Juan VIII fue un papa muy ocupado en los negocios temporales de Italia y del Imperio francés, y muy pródigo en lanzar excomuniones.
El papa Juan VIII murió el 15 de diciembre de 882, en circunstancias que no se han podido aclarar. La cuarta parte de los anales de Fulda afirman que fue envenenado por alguna persona cercana o un pariente («propinquus») y, después, como tardaba en morir, golpeado con un martillo.

## Consideraciones sobre la Papisa Juana
La leyenda de la Papisa Juana trata acerca de una mujer que habría ejercido el papado católico ocultando su verdadero sexo. El pontificado de la papisa se suele situar entre 855 y 857, es decir, el que, según la lista oficial de papas, correspondió a Benedicto III, en el momento de la usurpación de Anastasio el Bibliotecario: unas versiones afirman que el propio Benedicto III fue la mujer disfrazada y otras dicen que el periodo fue entre 872 y 882, es decir, el del papa Juan VIII.